# بيت باركر
بيت باركر هو عسكري كندي، ولد في 7 سبتمبر 1895، وتوفي في 11 فبراير 1991.